# Bürstadt
Bürstadt település Németországban, Hessen tartományban. Lakosainak száma 16 980 fő (2023. december 31.).

## Népesség
A település népességének változása:
| Lakosok száma | 15 541 | 16 060 | 16 176 | 16 315 | 16 398 | 16 430 | 16 734 | 16 980 |
|               | 2010   | 2015   | 2016   | 2017   | 2019   | 2021   | 2022   | 2023   |